# Bjarne Sørensen
Bjarne Sørensen (* 23. Dezember 1954 in Birkerød) ist ein ehemaliger dänischer Radrennfahrer und nationaler Meister im Radsport.

## Sportliche Laufbahn
Sørensen war Teilnehmer der Olympischen Sommerspiele 1976 in Montreal. Er bestritt mit dem Vierer Dänemarks die Mannschaftsverfolgung. Der dänische Vierer mit Sørensen, Ivar Jakobsen, Kim Refshammer und Kim Gunnar Svendsen blieb unplatziert. Auch 1980 war er Teilnehmer der Sommerspiele in Moskau. Dort belegte er beim Sieg von Lothar Thoms im 1000-Meter-Zeitfahren den 8. Platz.
1971 gewann er seinen ersten nationalen Titel bei den Meisterschaften im Bahnradsport als er bei den Junioren das Zeitfahren gewinnen konnte. 1973 siegte er dann in Männerklasse im Meisterschaftsrennen in der Mannschaftsverfolgung. Diesen Titel gewann er erneut 1975. In der Saison 1976 wurde er Meister in der Einerverfolgung vor Kim Gunnar Svendsen. 1977 gewann er vier Wettbewerbe bei den Bahnmeisterschaften Dänemarks. Er wurde Titelträger im Zeitfahren, in der Einerverfolgung, im Punktefahren und im Sprint. 1979 gewann er erneut den Titel im Zeitfahren. Dazu kamen weitere Medaillen im Bahnradsport in den Jahren von 1972 bis 1980, darunter auch im Tandemrennen.